# Jurij Pilk

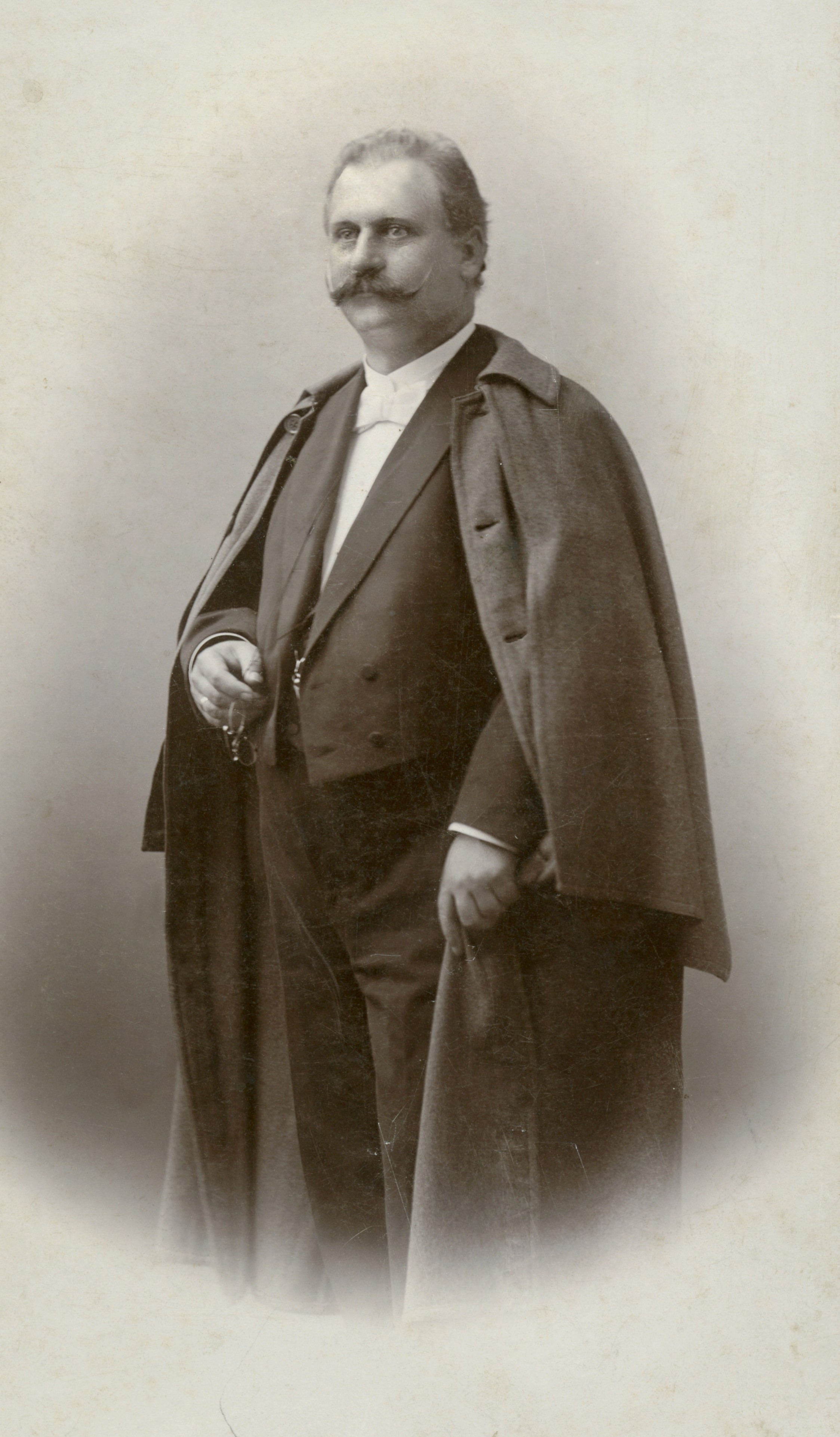
Jurij Pilk um 1896

Jurij Pilk, deutsch Georg Pilk, (* 22. Mai 1858 in Göda, sorb. Hodźij; † 20. April 1926 in Dresden) war ein sorbischer Historiker, Komponist, Pädagoge, Heimatforscher und Musiker. Als Geburtstag wird auch der 22. Januar 1858, als Todestag irrtümlich der 21. April 1926 genannt. Als Künstlernamen verwendete Pilk nach seinem Heimatort auch das Pseudonym Pawoł Hodźijski.

## Leben

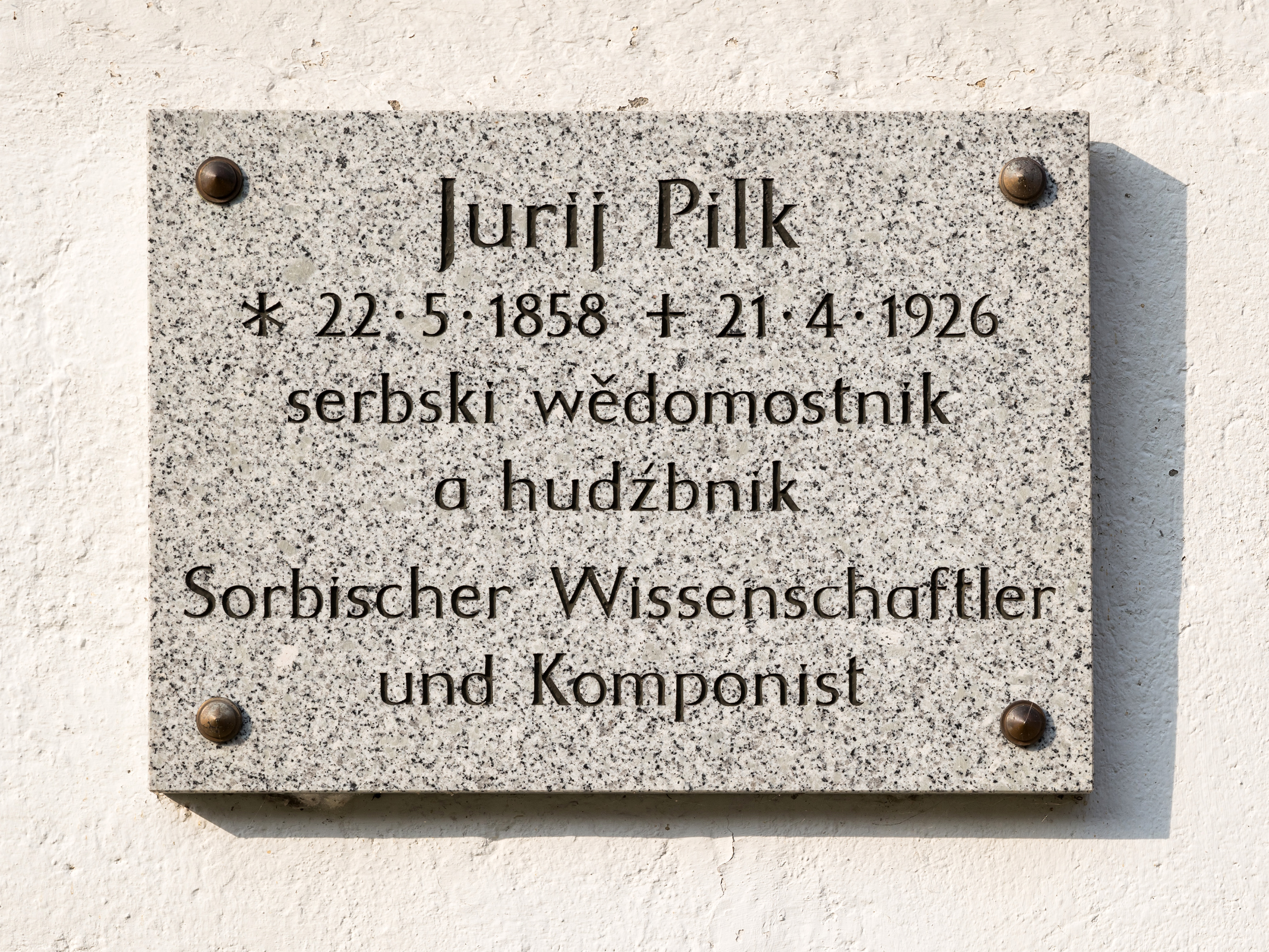
Gedenktafel am Geburtshaus in Göda, Dorfplatz 14

Pilk wurde als Sohn des Gödaer Dorfgendarmen geboren und studierte nach dem Schulbesuch in Bautzen von 1872 bis 1876 am dortigen Landständischen Lehrerseminar. Zuerst wurde er als Lehrer in Guttau tätig. 1878/79 kam er als Hilfslehrer nach Neukirch/Lausitz, wo er auch seine spätere Frau Wilhelmine Berthold kennenlernte. In Neukirch/Lausitz beschäftigte er sich intensiv mit der Ortsgeschichte und veröffentlichte darüber später die zwei Bücher „Neukirch am Howald in den Befreiungskriegen“ und „Neukirch im 18. Jahrhundert“. Mit dem erstgenannten Buch promovierte er 1890 an der Universität Rostock als Historiker zum Dr. phil.
Dem Historiker Pilk ist die Erschließung der Sage vom Zauberer Krabat zu verdanken (1896), ferner die Entdeckung eines sorbischen Sprachdenkmals (Eidesformel der Untertanen des Kursächsischen Amtes Senftenberg). Daneben gibt es zahlreiche ortsgeschichtliche Forschungen.
Als Komponist ist er neben einem reichhaltigen, sorbische Volkstraditionen aufnehmenden Lied- und Chorschaffen vor allem mit dem Singspiel „Smjertnica“ (Die Todesgöttin) hervorgetreten. Die Vertonung des Librettos, das vom sorbischen Volksdichter Jan Radyserb-Wjela stammt, war 1900 abgeschlossen, die – konzertante – Uraufführung fand erst 1912 in Bautzen (obersorb. Budyšin), eine erste szenische Aufführung erst 1926 in Wittichenau (sorb. Kulow) statt. Die Ouvertüre zu Smjertnica ist bis heute eines der meistgespielten Werke der klassischen sorbischen Musik. Sie ist wie zahlreiche Ouvertüren der Musik der Romantik in der Sonatenhauptsatzform gehalten und stellt somit einen gewissen Anachronismus dar. Pilk findet einen sehr tänzerischen und von einem gewissen Pathos getragenen romantischen Ton, der an Smetana, Dvořák, aber auch an Moniuszko erinnert.
Pilk war auch ein Organisator des sorbischen Musiklebens und als solcher von 1897 bis 1906 Vorsitzender des musikalischen Zweiges der wissenschaftlichen Gesellschaft Maćica Serbska.
Nach seiner Pensionierung kehrte er wieder nach Neukirch/Lausitz zurück und mietete dort eine Wohnung in der sogenannten Villa Grunewald, dem Wohnhaus des Fotografen Julius Grunewald.

## Werke
- Die Geschichte Neukirchs. Oberlausitzer Verlag, Spitzkunnersdorf 2005, ISBN 978-3-933827-55-5 (Inhaltsverzeichnis [abgerufen am 5. Januar 2012] in drei Teilen: 1. Teil entspr. Neukirch am Hohwalde bis zum Befreiungskriege, 1889; 2. Teil Neukirch im 18. Jahrhundert, 1915; 3. Teil Kulturbilder und Annalen von Neukirch am Hohwald, Manuskript).
- Ludowe spěwy za serbske chóry. wobdźěłanja a kompozicije Jurja Pilka, Jurja Słodeńka, Gustawa Wowčerja, Michała Nawki a Arnošta Frajšlaga. Domowina-Verlag, Bautzen 1995, ISBN 3-7420-1639-3 (Für verschiedenen Chorbesetzungen; bearbeitet von Georg Pilk; Übersetzung des Titels: Volkslieder für sorbische Chöre.).
- Neukirch im 18. Jahrhunderte. Thomas & Hubert, Weida in Thüringen 1915, DNB 36157214X (Inhaltsverzeichnis [abgerufen am 5. Januar 2012]).
- Neukirch am Hohwalde bis zum Befreiungskriege. Hochschulschrift, Rostock 1889 (Dissertation, Universität Rostock).(Google Books).